# Комаягуа (департамент)
Комаягуа (на испански: Comayagua) е един от 18-те департамента на централноамериканската държава Хондурас. Населението е 511 943 жители (приб. оц. 2015 г.), а общата площ 5196 км². Столицата на департамента е едноименния град Комаягуа.

## Общини
В департаментът има 21 общини, някои от тях са:
1. Ламани
2. Ла Либертад
3. Ла Тринидад
4. Лас Лахас
5. Сан Луис
6. Сан Себастиан